# Lex Antonia
A Lex Antonia (lei Antonia, no plural leges Antoniae) foi uma lei de direito latino emitida por Marco Antônio em 44 a.C.

## A lei
Com essa disposição, Marco Antônio pretendia abolir a ditadura, mas não foi o primeiro a empreender essa empreitada: após o fim da Segunda Guerra Púnica, de fato, o Senado romano emitiu o Senatus consultum ultimum, que no entanto se perdeu com o tempo, com a ascensão ao poder de sucessivos ditadores.
No entanto, a lex Antonia também foi recusada quando, em 22 a.C., o Senado ofereceu a ditadura a César Augusto.